# Mesochorus gracilentus
Mesochorus gracilentus là một loài tò vò trong họ Ichneumonidae.